# 大沢保
大沢 保（おおさわ たもつ、1935年1月9日 - 2021年10月25日）は、日本の経営者。大王製紙社長を務めた。

## 来歴・人物
愛媛県出身。1958年に早稲田大学法学部を卒業し、同年に大王製紙に入社。1981年6月に取締役に就任し、1985年6月に常務を経て、1991年6月に専務に就任し、1995年6月には社長に昇格。2001年6月に取締役顧問に就任し、2002年6月に副会長に就任。
2021年10月25日に死去。86歳没。